# Čab
Čab est un village de Slovaquie situé dans la région de Nitra.

## Histoire
Première mention écrite du village en 1326.

## Démographie

### Évolution de la population
| Année:               | 1994. | 2004. | 2014.   | 2024.   |
| -------------------- | ----- | ----- | ------- | ------- |
| Nombre de personnes: | 0     | 713   | 779     | 769     |
| Différence:          |       | –     | +9,25 % | -1,28 % |

| Année:               | 2023. | 2024.   |
| -------------------- | ----- | ------- |
| Nombre de personnes: | 780   | 769     |
| Différence:          |       | -1,41 % |